# Emersacker
Emersacker – miejscowość i gmina w Niemczech, w kraju związkowym Bawaria, w rejencji Szwabia, w regionie Augsburg, w powiecie Augsburg, wchodzi w skład wspólnoty administracyjnej Welden. Leży w Parku Natury Augsburg – Westliche Wälder, około 20 km na północny zachód od Augsburga, nad rzeką Laugna.

## Polityka
Wójtem gminy jest Michael Müller, poprzednio urząd ten obejmował Alois Heim, rada gminy składa się z 12 osób.
|      | UWV | Aktive Bürger | Razem |
| 2008 | 9   | 3             | 12    |
| 2002 | 8   | 4             | 12    |

## Osoby urodzone w Emersacker
- Maximilian Schlichter - założyciel zespołu muzycznego Killerpilze